# Pristimantis cerasinus
Pristimantis cerasinus es una especie de anfibio anuro de la familia Craugastoridae.
Se distribuyen por el este de Honduras y de Nicaragua, Costa Rica y Panamá.
Habita en los bosques de tierras bajas y montanos húmedos, aunque a veces aparece en los cafetales.
Está amenazada por la pérdida de su hábitat natural.